# Góra Ludwiki
Góra Ludwiki (653 m) – szczyt w północno-wschodniej części Pogórza Orawsko-Jordanowskiego (w regionalizacji fizycznogeograficznej Polski według Jerzego Kondrackiego zaliczany do Beskidu Orawsko-Podhalańskiego). Na jego grzbiecie znajduje się osiedle Nad Lasem, na szczycie jest punkt triangulacyjny. Z północnych stoków Góry Ludwiki spływają potoki Cieślakowy i Rączkowy, grzbietem biegnie granica między wsiami Toporzysko i Wysoka w województwie małopolskim, w powiecie suskim, w gminie Jordanów.
Według Aleksego Siemionowa prawidłowa nazwa góry to Jawornik, tak bowiem nazywała ją miejscowa ludność. Jednak w IX wieku dziedzic Wysokiej Wężyk nadał jej nazwę Góra Ludwiki na cześć swojej żony. Nazwa ta przyjęła się na wszystkich mapach i w publikacjach.
Szczyt stanowi dobry punkt widokowy na Beskidy: Żywiecki (Pasmo Policy), Makowski i Wyspowy. Na początku września 1939 roku grzbietem Góry Ludwiki przebiegała linia obrony wojsk polskich.
Szlaki turystyczne
 Kojszówka – przełęcz Malinowe – Sidzina-Chorążowa – Góra Ludwiki – Jawornik – Skawa
 Jordanów – Góra Ludwiki – Sidzina-Sidzinka Mała – skrzyżowanie ze szlakiem niebieskim pod Targoszówką.

## Przypisy

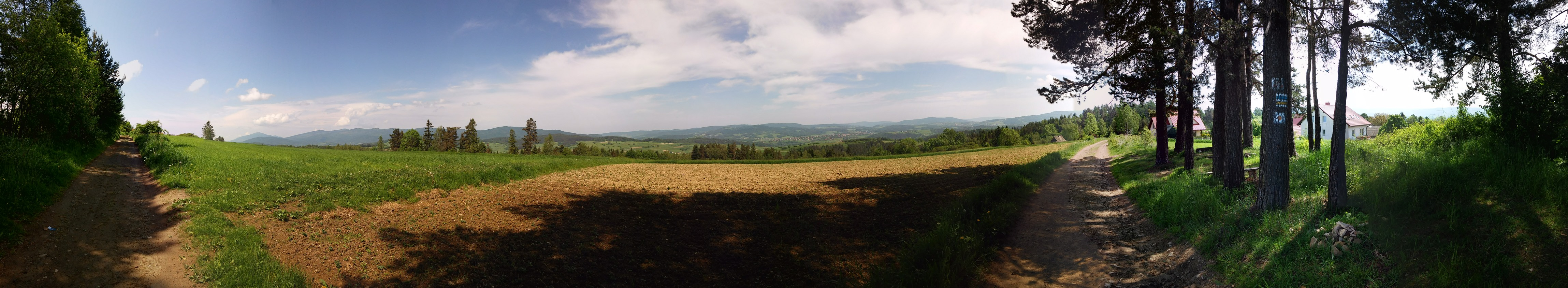
Panorama spod szczytu Góry Ludwiki – od prawej widać: Babią Górę, Jordanów, Naprawę.